# Lepanthopsis floripecten
Lepanthopsis floripecten é uma espécie de orquídea (Orchidaceae) originária do Brasil.